# Wonderland (Pékin)
Pour les articles homonymes, voir Wonderland.
Wonderland est un projet abandonné de construction d'un parc de loisirs à Chenzhuang, dans la ville de Nankou, dans le district de Changping en république populaire de Chine à environ 32 kilomètres de Pékin.

## Historique
D'abord proposé par le promoteur immobilier Reignwood Group, basé en Thaïlande, Wonderland est conçu pour être le plus grand parc d'attractions d'Asie sur une surface de 49 hectares. La construction est arrêtée en 1998 à cause de problèmes financiers avec les officiels locaux, et une tentative de la reprendre en 2008 échoue également. Le site contient de nombreuses constructions abandonnées dont la structure d'un bâtiment ressemblant à un château et d'autres bâtiments médiévaux. Il a été récupéré par des agriculteurs locaux qui cultivent la terre entre les bâtiments.
L'abandon d'un projet d'une telle taille a soulevé des préoccupations au sujet de l'existence d'une bulle immobilière en Chine,.
Les bâtiments ont été démolis en 2013 et, depuis septembre 2015, le site accueille un centre commercial. Ce centre commercial possède deux parkings : un parking principal qui a été détruit puis reconstruit et un second parking situé à l'arrière du centre.
Le château, quant à lui, est toujours présent et n'a pas été rasé. Les paysans continuent d'exploiter la terre autour du château.

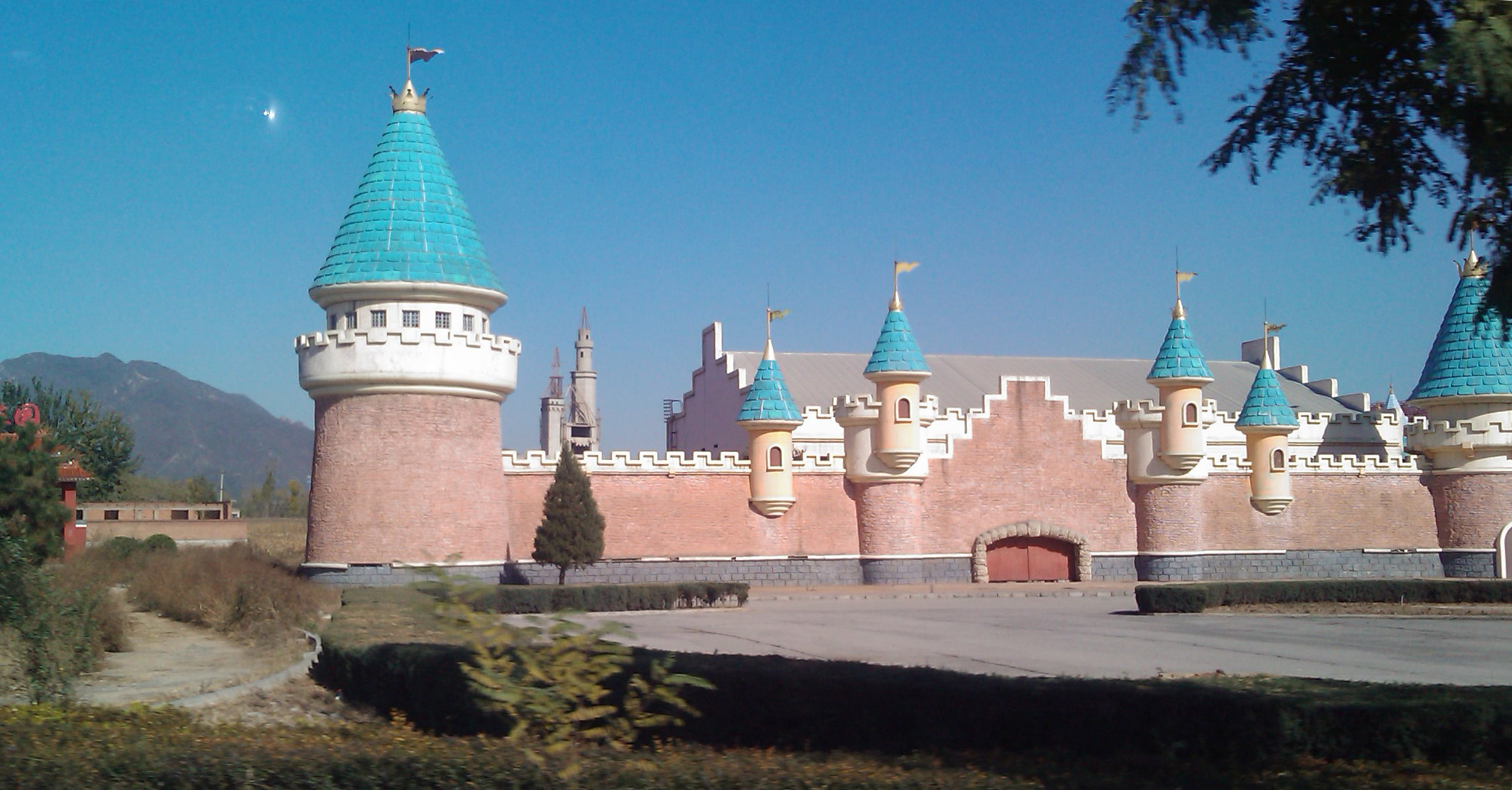
Parc d'attractions abandonné.
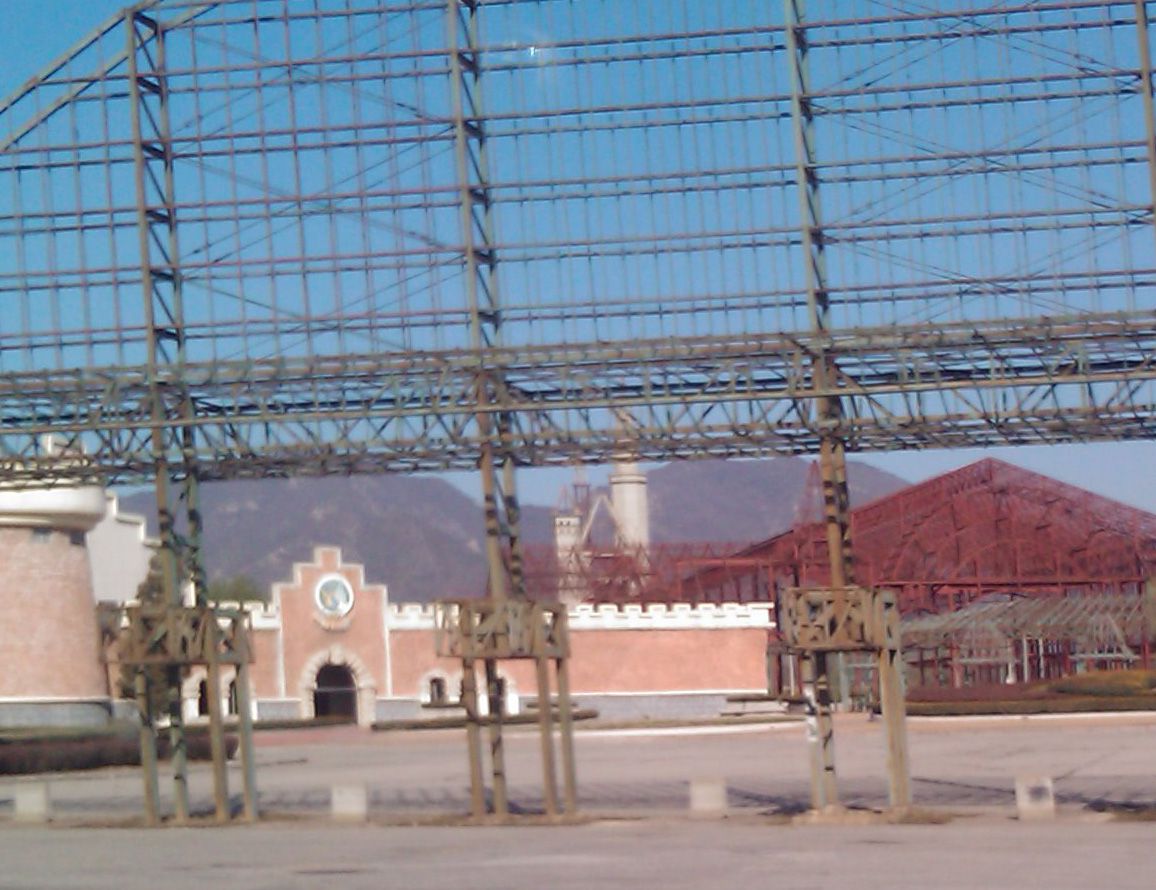
Parc d'attractions abandonné.